# Děvín (hrad, okres Česká Lípa)
Děvín je zřícenina hradu na vrcholu stejnojmenného kopce (436 metrů) v Ralské pahorkatině (okres Česká Lípa) ve správním území obce Hamr na Jezeře. Pozůstatky hradu jsou chráněny jako kulturní památka a nachází se na území přírodní památky Děvín a Ostrý.

## Název
Název hradu je odvozen z osobního jména Děva, které má původ ve staročeském slově děva (dívka).

## Historie
Písemné zprávy dokazují existenci hradu v majetku krále Přemysla Otakara II. v 13. století. Byl jedním z hradů postavených na ochranu staré obchodní cesty na sever do Lužice. Král Václav II. hrad roku 1283 postoupil Janovi z Michalovic a od něj jej získal vyšehradský probošt Jan. Dostavbu dříve královského hradu zajistili pozdější vlastníci z rodu Vartenberků v následujícím století. Ti jej drželi do roku 1516. Hrad odolal i nájezdům husitských vojsk. V době panování Vartenberků hrad roku 1444 oblehlo žitavské vojsko, ale dobýt hrad se mu nepodařilo.

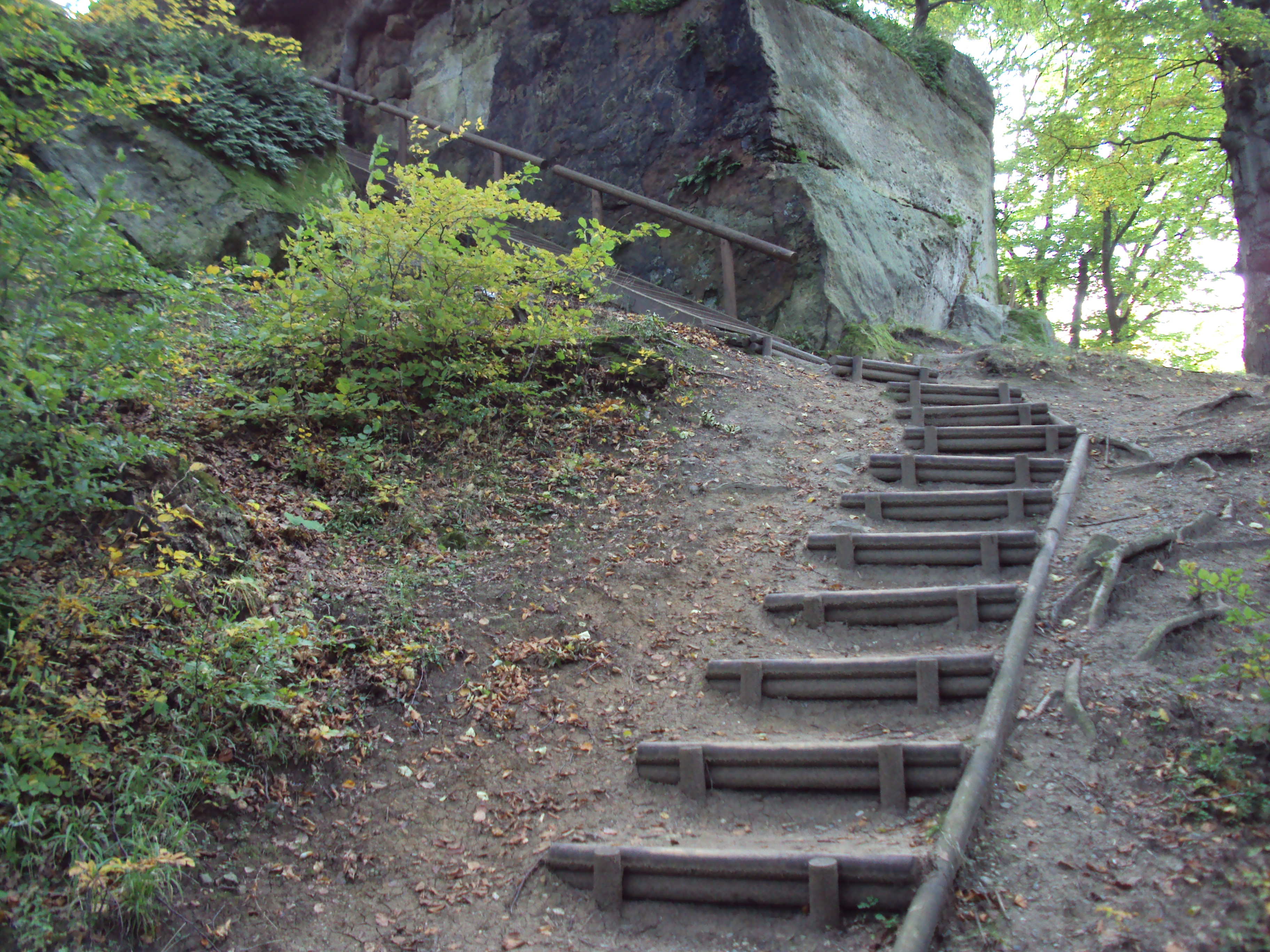
Schodiště do horní části hradu

V roce 1516 se vlastníkem Děvína stali Biberštejnové, ovšem za jejich panství význam hradu klesal, ač i za nich stavební úpravy v renesančním slohu pokračovaly rozšiřováním hradu. V následujících letech se jeho majitelé střídali, během třicetileté války roku 1645 byl pobořený Švédy a pak zcela zpustl. Zdivo si zčásti rozebrali obyvatelé obce.

## Stavební podoba

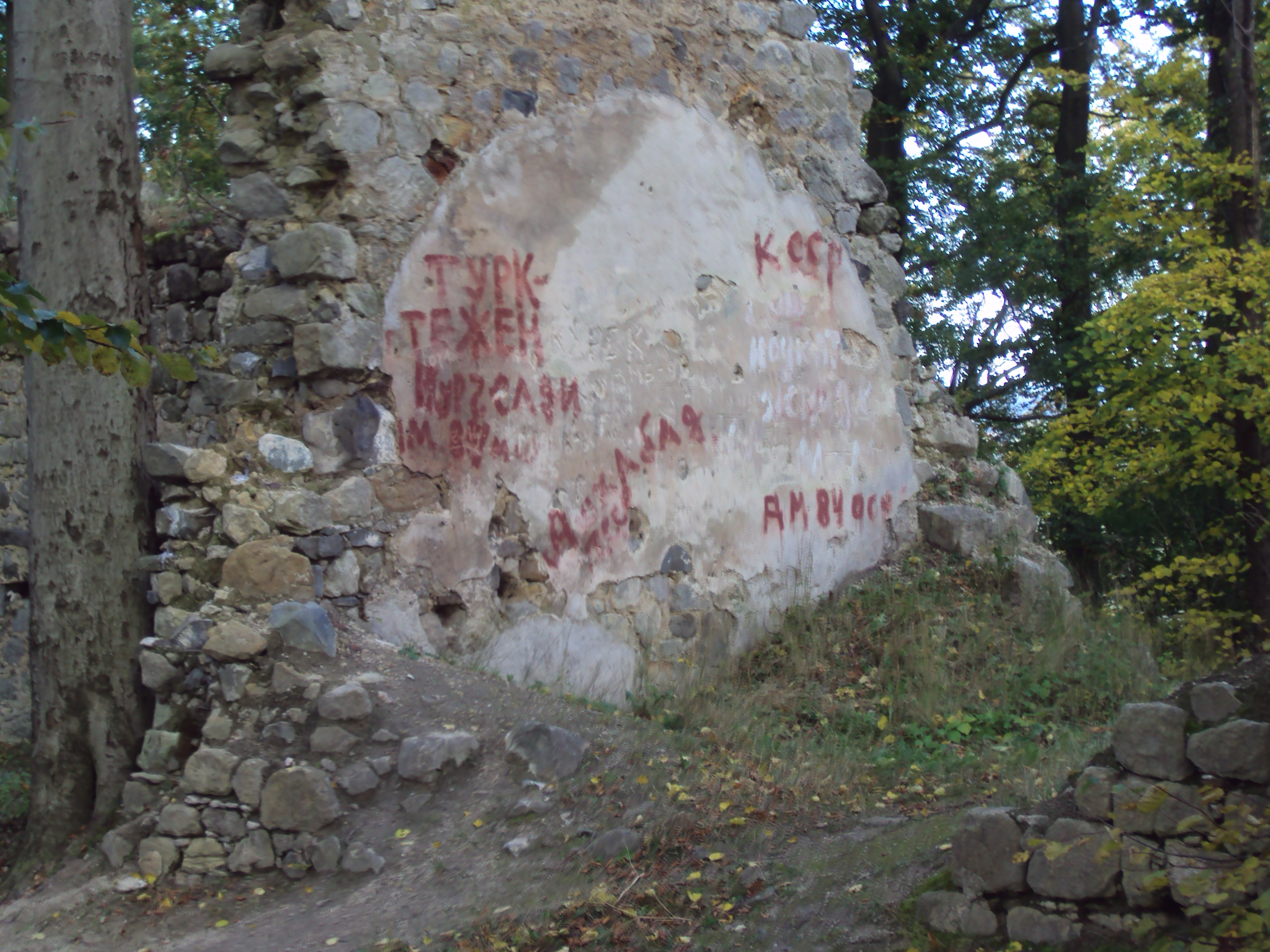
Ruskojazyčné nápisy z let 1969–1989

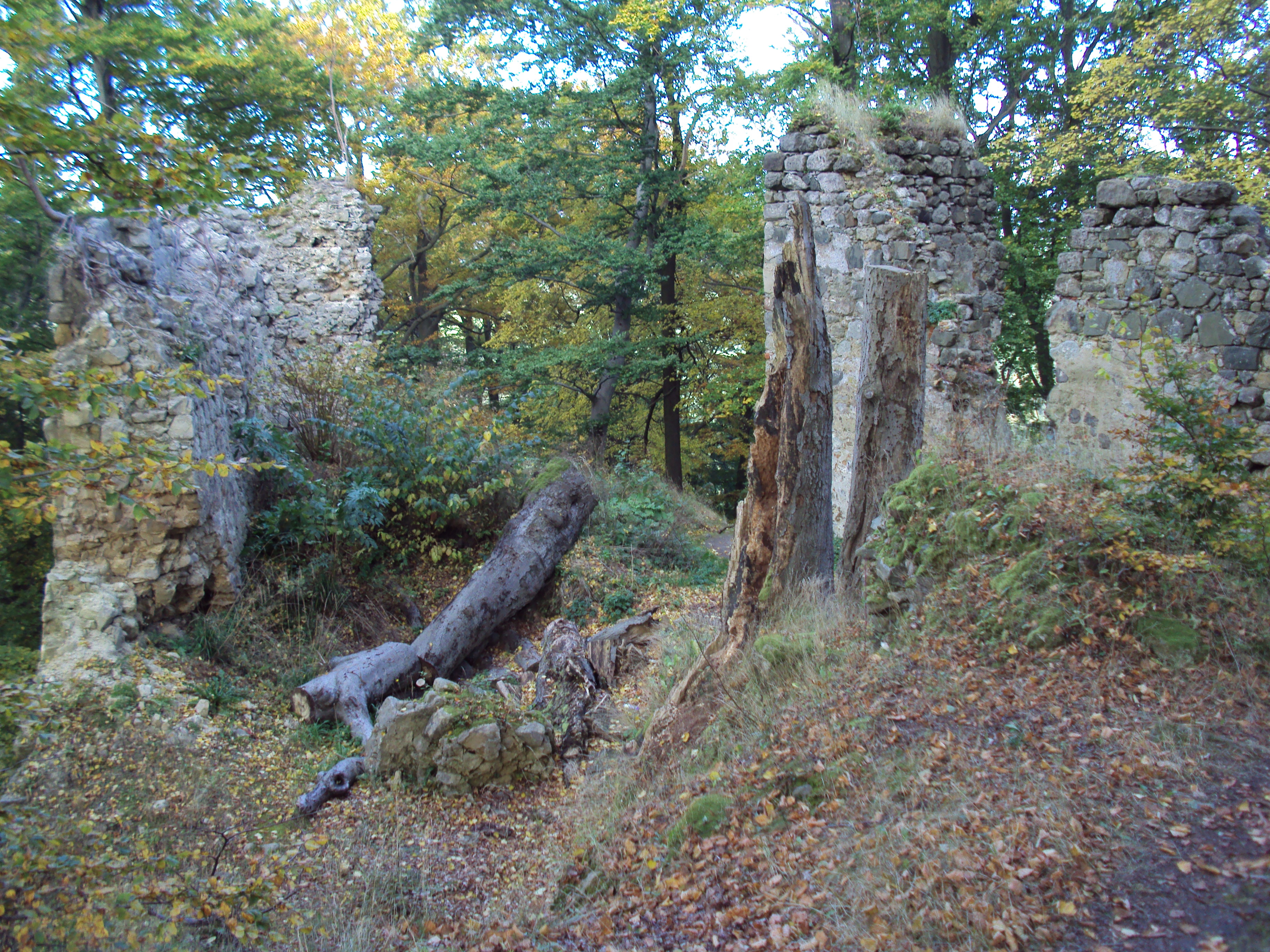
Zříceniny zdiva

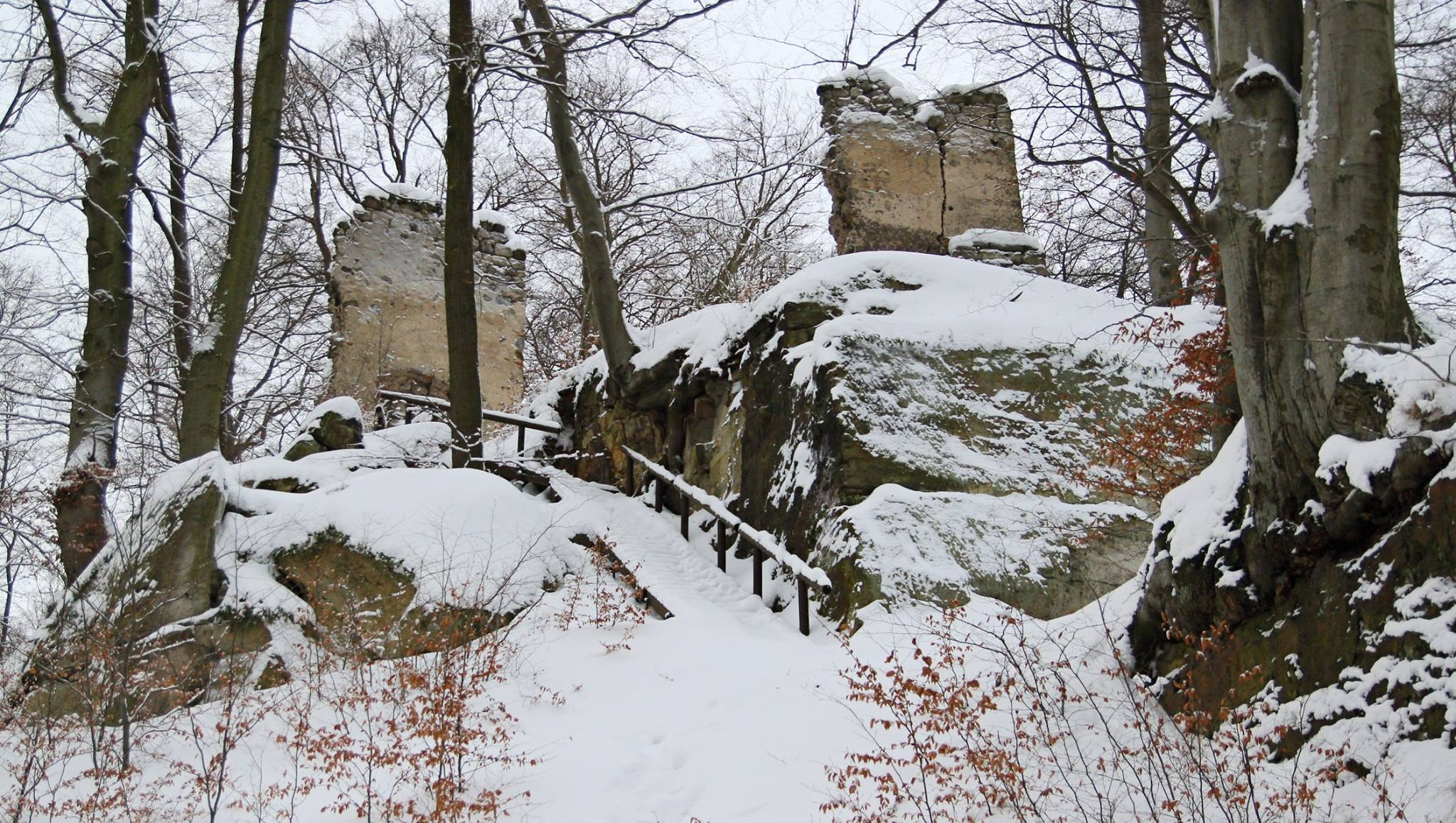
Zříceniny zdiva

Hrad prošel složitým stavebním vývojem a jeho pozůstatky jsou silně poškozeny těžbou surovin, skalním řícením a rozebíráním zdiva na stavební kámen. Hradní jádro pravděpodobně patřilo k hradům s obvodovou zástavbou. Z nejstarší stavební fáze zřejmě pochází obvodová hradba jádra s obdélným baštovitým výstupkem na severozápadní straně a spodní úroveň čtverhranné věže ve východním nároží. Vnější opevnění vzniklo nejspíše až během 15. století a při renesančních úpravách. Patří k němu mohutná podkovovitá dělostřelecká bašta na jižní straně hradního areálu a výrazně menší opevnění na protilehlém konci hradu. Ve vnějším opevnění se dochoval obloukovitý portál, který by mohl být pozůstatkem výtahu.
S rozvojem dělostřelby se stal hradu nebezpečným vrchol sousedního Hamerského Špičáku. Už na začátku 15. století jej proto zajistila předsunutá bašta tvořená dvojicí příkopů, které obklopovaly dřevěnou podsklepenou budovu.

## Přístup
Zříceniny hradu jsou dostupné po červené turistické značce z Hamru na Jezeře do Chrastné.

## Děvín v literatuře
O zdejší velmi hluboké hradní studni se rozepsal Bohuslav Balbín, popis včetně zmínek o pověstech zanechal historik August Sedláček a jednu z pověstí včlenila Karolina Světlá do povídky Lamač a jeho dítě. Byla o kdysi zlém rytíři, který jako přízrak vyděsil chalupníka z nedalekého městečka Osečná. Jedna z pověstí uváděla existenci tajné podzemní chodby až do kostela v Osečné, vzdálené zhruba šest kilometrů.